# Макањо
Макањо (итал. Maccagno) је насеље у Италији у округу Варезе, региону Ломбардија.
Према процени из 2011. у насељу је живело 1698 становника. Насеље се налази на надморској висини од 203 м.

## Становништво
Према резултатима пописа становништва 2011. у општини је живело 1.984 становника.
| 1936. | 1951. | 1961. | 1971. | 1981. | 1991. | 2001. | 2011. |
| ----- | ----- | ----- | ----- | ----- | ----- | ----- | ----- |
| 1.617 | 1.878 | 1.990 | 2.298 | 2.248 | 2.288 | 2.004 | 1.984 |